# Маленький Помічник Санти
Маленький Помічник Санти — персонаж мультсеріалу «Сімпсони».

## Основні дані

### Історія
Пес з'являється в родині Сімпсонів в першій серії мультсеріалу. Історія його появи така: Гомер не отримав різдвяної премії, тому не має за що купити подарунки родині. Аби заробити хоч щось, він влаштовується працювати Санта-Клаусом. В результаті отримує лише 13 доларів. Його друг Барі радить поставити ці гроші на пса, який бере участь у собачих бігах і вважається фаворитом. Та Гомер не слухається і ставить все на іншу собаку — Помічника Санти, бо йому подобається прізвисько пса. Але той прибігає на фініш останнім. Розлючений власник викидає пса на вулицю. Гомер вирішує забрати його додому. Це стає найкращим подарунком для родини на Різдво.

### Про персонажа
Помічник Санти незамінний собака Сімпсонів, хоча він і нероба.

### Вік і порода
Вік Маленького Помічника Санти ніколи не повідомлявся, але пес досить молодий і йому максимум 2-4 роки. Тому у найближчі 13-15 років смерть йому не загрожує, та і сценаристи не дадуть йому померти. Стосовно його породи, то у коміксі «Сімпсони» № 055 було сказано, що він гонча дворняга — або «хорт безпородний».

### Характер
Пес досить активний і дуже грайливий. Найбільше його любить Барт, який ходить з ним гуляти, їсть один хотдог на двох, завжди годує і вчить різних трюків і команд.

### Пригоди
Пес часто має неприємності, у які втягує інших Сімпсонів. Його нездорова тяга до інших собак закінчувалась дивними цуциками пуделя Рози Доктора Гібберта і 25 цуценят, яких купив Бернс. Щоб усе це припинити, Мардж наказала Гомеру каструвати собаку, але Гомер її пожалів і повів у собачий порнотеатр.